# Giornata internazionale delle donne e delle ragazze nella scienza
La Giornata internazionale delle donne e delle ragazze nella scienza si celebra l'11 febbraio di ogni anno.

## Storia
Istituita il 22 dicembre 2015 dell'Assemblea generale delle Nazioni Unite con la risoluzione A/RES/70/212, la giornata riconosce il ruolo fondamentale che le donne e le ragazze svolgono nella scienza e nella tecnologia.
Successivamente, l'Ente delle Nazioni Unite per l'uguaglianza di genere e l'empowerment femminile (UN Women), insieme all'UNESCO, in collaborazione con agenzie e istituzioni intergovernative, nonché partner della società civile, ha dato l'accettazione. Lo scopo della giornata è quello di promuovere un accesso pieno e paritario alla partecipazione alla scienza per donne e ragazze.

## Significato
L'Assemblea generale delle Nazioni Unite ha deciso che era necessaria un'osservanza annuale per riconoscere il ruolo fondamentale che le donne e le ragazze svolgono nella scienza e nella tecnologia. Da allora, questa giornata è stata utilizzata per promuovere "il pieno ed equo accesso e la partecipazione alla scienza per donne e ragazze".